# Zaporizjzja oblast
Zaporizjzja oblast (ukrainska: Запорізька область, Запоріжжя, Zaporiska oblast, Zaporizjzja) är ett oblast (provins) i östra Ukraina. Huvudort är Zaporizjzja. Andra större städer är Berdjansk, Enerhodar och Melitopol.